# جازمين سولفن
جازمين ماري سولفن (Jazmine Marie Sullivan) من مواليد 9 أبريل 1987.هي مغنية وكاتبة أغاني من فيلادلفيا، بنسلفانيا الولايات المتحدة الأمريكية.

## روابط خارجية
- جازمين سولفن على موقع IMDb (الإنجليزية)
- جازمين سولفن على موقع ميوزك برينز (الإنجليزية)
- جازمين سولفن على موقع أول ميوزيك (الإنجليزية)
- جازمين سولفن على موقع ديسكوغز (الإنجليزية)
- جازمين سولفن على موقع قاعدة بيانات الفيلم (الإنجليزية)